# Choghagat
L'église Choghagat ou Choghakath (en arménien : Շողակաթ) est une église du Saint-Siège d'Etchmiadzin. Elle a été édifiée, comme Sourp Gayané, Sourp Hripsimé et Sourp Etchmiadzin, vers le VIIe siècle ; la date exacte de la construction de l'édifice n'est cependant pas connue. Détruite, elle est reconstruite en 1695. Son plan est longitudinal mais à nef unique grâce aux arcs qui portent la coupole sur des pilastres adossés aux murs latéraux.

## Patrimoine mondial de l'humanité
Depuis 2000, le complexe religieux d'Etchmiadzin ainsi que le site archéologique de Zvartnots sont inscrits sur la liste du Patrimoine mondial de l'UNESCO.